# Kevin Dadaczynski
Kevin Dadaczynski (geb. 1980) ist Professor für Gesundheitserziehung im Sport an der Universität Potsdam.
Sein Forschungsschwerpunkt liegt auf der Gesundheitsförderung und Prävention mit besonderem Interesse an Bildungssettings (Schulen und Universitäten) und auf Digital Public Health.

## Ausbildung
Kevin Dadaczynski besuchte von 2000 bis 2005 die Hochschule Magdeburg-Stendal. Sein Studienschwerpunkt war Gesundheitsförderung und Prävention. Die Hochschule absolvierte er mit Diplom zum Gesundheitswirt. Von 2005 bis 2009 besuchte er die Europa-Universität Flensburg mit den Studienschwerpunkten Gesundheitspsychologie und Gesundheitserziehung (Abschluss: Master of Science). An der Leuphana Universität Lüneburg schrieb er von 2012 bis 2014 seine Doktorarbeit mit dem Titel: „Settingbasierte Qualitätsentwicklung in der Gesundheitsförderung und Prävention“.

## Berufsweg
Von 2005 bis 2008 arbeitete Kevin Dadaczynski als unabhängiger Berater für verschiedene Krankenkassen und Kommunen. Anschließend war er bis 2012 als wissenschaftlicher Mitarbeiter am Zentrum für Angewandte Gesundheitswissenschaften der Leuphana Universität Lüneburg tätig. Danach übernahm er für ein Jahr die Aufgabe eines Referenten für strategische Unternehmensentwicklung in der Gesundheitsholding Lüneburg. Von 2013 bis 2016 war er stellvertretender Leiter des Zentrums für Angewandte Gesundheitswissenschaften an der Leuphana Universität Lüneburg. Anschließend wechselte er als stellvertretender Referatsleiter zur Bundeszentrale für gesundheitliche Aufklärung (BZgA). Im März 2018 trat er eine Professur an der Hochschule Fulda im Fachbereich Gesundheitswissenschaften an. Seine Lehrgebiete sind settingbasierte Gesundheitsförderung und Prävention, (digitale) Gesundheitskommunikation und evidenzbasierte Gesundheit und Gesundheitsinformationen. Zum April 2025 erhielt Dadaczynski einen Ruf an die Universität Potsdam und hat seitdem die Professur für Gesundheitserziehung im Sport am Department für Sport- und Gesundheitswissenschaften der Universität inne.

## Forschungsschwerpunkte
Kevin Dadaczynskis Forschungsschwerpunkte liegen bei Serious Games und Gamification, Digitale Interventionen der Gesundheitsförderung und Prävention, Gesundheitsförderung und Prävention in Lebenswelten, Gesundheitskompetenz, Bildung und Gesundheit, Psychische Gesundheit im Lebensverlauf und Prävention von Übergewicht. Kevin Dadaczynski ist ein Mitglied des HBSC-Studienverbundes. Die HBSC-Studie Deutschland ist Teil einer internationalen Forschungsallianz, an der insgesamt über 50 Länder und Regionen aus Europa, Nordamerika und Asien beteiligt sind. Durch die HBSC-Studie werden Ansatzpunkte für die Prävention und Gesundheitsförderung im Kindes- und Jugendalter identifizieren. Außerdem ist er Co-Vorsitzender der Forschungsgruppe des Netzwerks Schools for Health in Europe (SHE). Das übergeordnete Ziel der Netzwerkstiftung SHE besteht darin, die Gesundheit von Kindern und Jugendlichen in Europa zu verbessern, einschließlich des Abbaus gesundheitlicher Ungleichheiten, mit einem besonderen Schwerpunkt auf Schulen.

## Forschungsprojekte
Forschungsprojekte von Kevin Dadaczynski waren unter anderem folgende: Evaluation of the state programme for a „good healthy school“ in Brandenburg (Laufzeit: 2018–2021), bei dem auf Fragen wie „Können durch die von jeder einzelnen Schule umgesetzten Maßnahmen positive Effekte in Bezug auf Gesundheits- und Bildungsergebnisse nachgewiesen werden?“ eingegangen worden ist und Health literacy of people with intellectual disabilities (Laufzeit: 2019–2020), mit dem Ergebnis, dass mit den angepassten Mitteln, in Zukunft, Studien mit Menschen mit Beeinträchtigungen oder Behinderungen durchgeführt werden können. Auf diese Weise können u. a. Bedarfe an gesundheitlicher Aufklärung und Pflege erfasst und Potenziale zur Stärkung der (Patienten-)Souveränität erkannt werden.
Aktuelle Projekte von Kevin Dadaczynski sind Evaluation des Programms "Health Promotion Academy", Frühe sektorenübergreifende aufsuchende und familienzentrierte Adipositas Prävention (FrühstArt) und e-based Health Literacy of adolescents at the intersection of schools and community (eHLastic / Nebolus).

## Publikationen
Monographien und Editionsarbeiten
- K. Dadaczynski, H. Witteriede: Das QGPS-Verfahren: Qualitätsentwicklung gesundheitsbezogener Programme in Schulen. Vandenhoeck & Ruprecht, Göttingen 2013.
- T. Hartmann, K. Baumgarten, K. Dadaczynski (Hrsg.): Special Issue: Settingbasierte Gesundheitsförderung und Prävention in Deutschland. Prävention und Gesundheitsförderung, Band 11, Nr. 4, 2016.
- K. Dadaczynski, S. Schiemann, P. Paulus (Hrsg.): Gesundheit spielend fördern.: Potenziale und Herausforderungen von digitalen Spieleanwendungen für die Gesundheitsförderung und Prävention. Beltz Juventa Verlag, Weinheim 2016.
- K. Dadaczynski, D. Tolks (Hrsg.): Special Issue: Digitale Gesundheitskommunikation durch spielerische Ansätze. Prävention und Gesundheitsförderung, Band 13, Nr. 4, 2018.
- K. Dadaczynski, E. Quilling, U. Walter (Hrsg.): Übergewichtsprävention im Kindes- und Jugendalter. Grundlagen, Strategien und Interventionskonzepte in Lebenswelten. Hogrefe, Göttingen 2018.
- K. Dadaczynski, K. Rathmann, S. Schaal, K.-J. Tillmann (Hrsg.): Schüler: Wissen für Lehrer. Schwerpunktheft Gesundheit. Friedrich Verlag, Seelze 2020.
- K. Rathmann, K. Dadaczynski, O. Okan, M. Messer (Hrsg.): Gesundheitskompetenz. Springer Reference Pflege – Therapie – Gesundheit. Springer, Berlin, Heidelberg 2023.